# Накаи, Масахиро
Масахиро Накаи (яп. 中居 正広 Накаи Масахиро, род. 18 августа 1972 года) — лидер японской поп-группы SMAP. Также снимается в кино, рекламе, ведёт ряд популярных передач на японском телевидении.

## Интересы и увлечения
Среди фанатов известен как Накаи-кун, самый старший из членов SMAP. В семье Накаи самый молодой из трёх братьев. Любит бейсбол и болеет за команду Yomiuri Giants. Соответственно в детстве мечтал стать профессиональным бейсболистом.
Ведёт «Пугающие новости» с чёрным юмором. Участие в варьете, например в варьете с круглыми шапочками. Также увлекается коллекционированием шляп и круглых шапочек. Имел романтические отношения с Куми Кодой, новой сенсационной звездой J-поп.

## Профессиональная деятельность
- Участие в поп-группе SMAP.
- Снялся во многих телесериалах и фильмах.
- Участие в варьете.
- Участие во многих телевизионных передачах и проектах.